# Sankt Georgsorden (Kungariket Bayern)

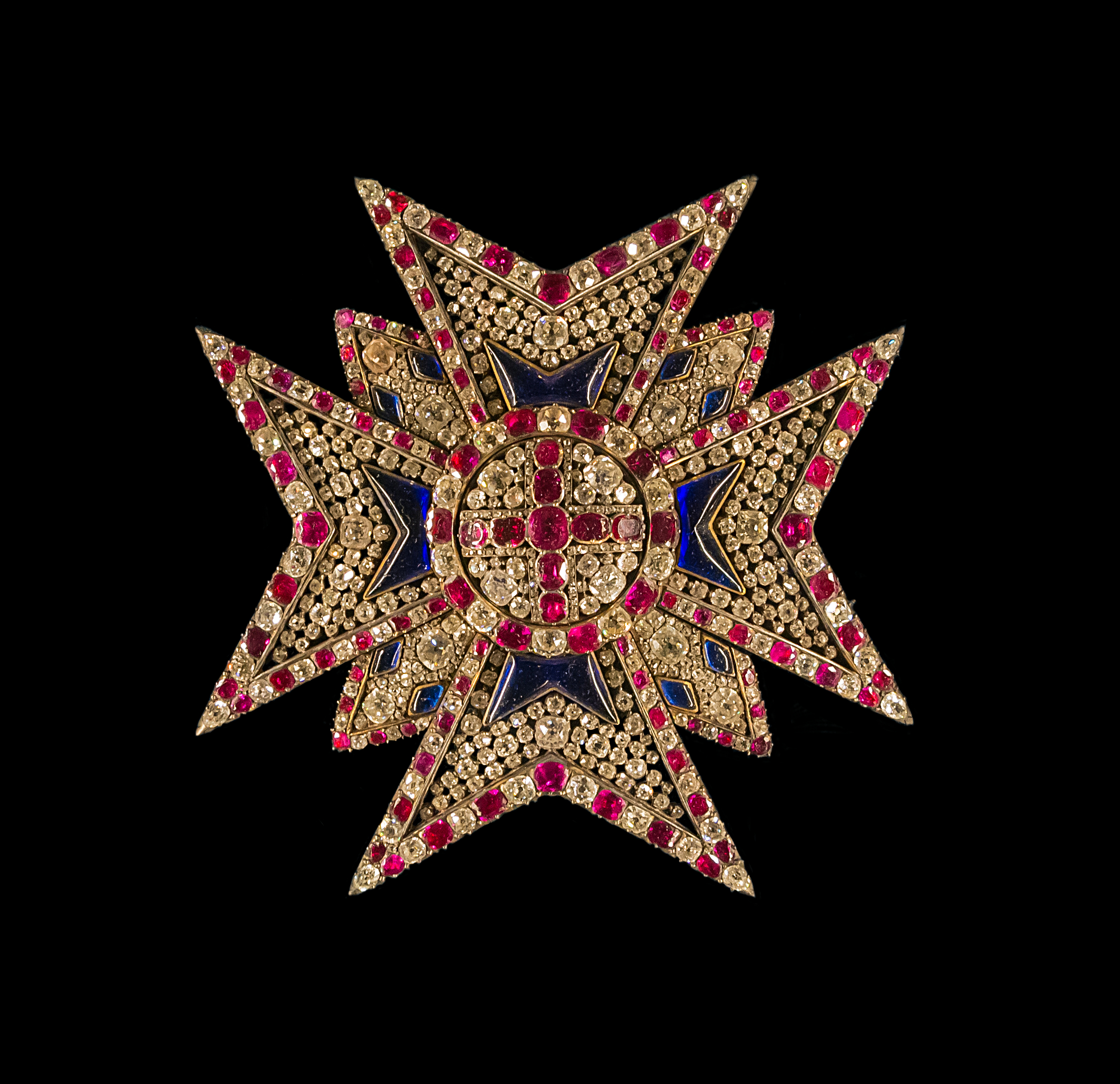
Briljant- och rubinförsedd ordensstjärna i Sankt Georgsorden.

Sankt Georgsorden är till rangen Bayerns andra orden, instiftad i sex klasser den 28 mars 1729 av kurfurst Karl Albert, reorganiserad 1871, varvid utövning av barmhärtighetsverk sattes som mål i stället för försvaret av den kristna tron. Ordenstecknet är ett åttauddigt gyllene kors, som på framsidan, på himmelsblå grund, bär bilden av Jungfru Maria och i vinklarna mellan korsets armar har bokstäfverna V. I. B. I. (Virgini immaculatæ Bavaria immaculata; "Åt den obefläckade jungfrun det obefläckade Bajern"). På baksidan har det Sankt Georgs bild på röd grund och i vinklarna bokstäverna I. V. P. F. (Justus ut palma florebit; "Den rättfärdige skall grönska som palmen"); bandet är himmelsblått, med en vit och en mörkblå kant, och stjärnan är fäst genom ett lejonhuvud.